# كريستينا كروفورد
كريستينا كروفورد (بالإنجليزية: Christina Crawford)‏ (و. 1939 – م) هي ممثلة، ومؤلفة، وروائية، وممثلة مسرحية، وممثلة تلفزيونية، وكاتِبة، من الولايات المتحدة الأمريكية، ولدت في لوس أنجلوس.

## التعليم
تعلمت في جامعة جنوب كاليفورنيا، وجامعة كاليفورنيا، لوس أنجلوس.

## وصلات خارجية
- كريستينا كروفورد على موقع IMDb (الإنجليزية)
- كريستينا كروفورد على موقع الموسوعة البريطانية (الإنجليزية)
- كريستينا كروفورد على موقع أول موفي (الإنجليزية)
- كريستينا كروفورد على موقع أول موفي (الإنجليزية)
- كريستينا كروفورد على موقع قاعدة بيانات الأفلام السويدية (السويدية)
- كريستينا كروفورد على موقع قاعدة بيانات الفيلم (الإنجليزية)